# Elliptikus galaxis

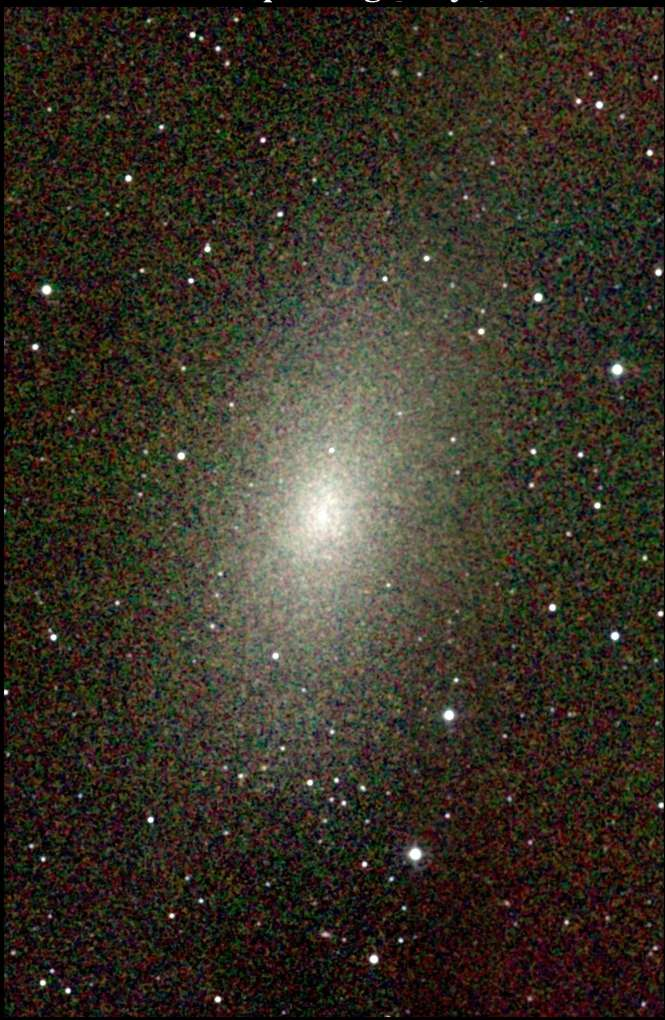
A Messier 110, az Andromeda-köd egyik kísérője, elliptikus galaxis.

Az elliptikus galaxisok a szabályos galaxisok egyik alcsoportja. Gömb vagy forgási ellipszoid alakúak, csillagaik a magjuk körül keringenek, ellentétben a spirálgalaxisokkal, többé-kevésbé véletlenszerű síkú pályákon. Kozmikus környezetünkben ezek a leggyakoribbak. Átlagosan 4-3500 milliárd naptömegnyi anyagot tartalmaznak. Csillagközi anyag nagyon kevés van bennük, ezért csillagkeletkezés sem zajlik, következésképpen a nyílthalmazok is hiányoznak ezekből a galaxisokból. Főleg II. populációs csillagokból állnak. Ezen tulajdonságaik miatt hasonlítanak a gömbhalmazokra.
Az elliptikus galaxisokat lapultság szerint csoportosítjuk az E0-E7 osztályokba. A lapultságot úgy számítjuk ki, hogy k=10(a-b)/a (egész számra kerekítve), ahol a illetve a b az ellipszoid nagy- illetve kistengelye. Az elliptikus galaxisok előtt jelölt még egy átmeneti típus is, amely csak magból és spirális szerkezet nélküli korongból áll.
Méret szerint megkülönböztetve őket, ismerünk:
- Óriás elliptikus galaxisokat, ezek rendszerint galaxishalmazok központi vidékein találhatóak, és általában ezen halmazok legnagyobb tömegű tagjai. Valószínűleg több galaxis ütközésével jöttek létre, a bennük eredetileg meglévő csillagközi anyag csillagokká alakult vagy kidobódott a galaxisból.
- Törpe elliptikus galaxisokat (dE), melyek nagyobb galaxisok körül keringenek, és a velük folytatott gravitációs kölcsönhatás miatt folyamatosan vesztik el anyagukat, és beleolvadnak a nagyobb galaxisba.